# Bernard SIMB AB 10
Bernard SIMB AB 10 là một loại máy bay của Pháp trong thập niên 1920.

## Tính năng kỹ chiến thuật (AB 10)
Dữ liệu lấy từ Liron (1990) p.224
Đặc tính tổng quan
- Kíp lái: 1
- Chiều dài: 7,00 m (23 ft 0 in)
- Sải cánh: 11,00 m (36 ft 1 in)
- Chiều cao: 2,75 m (9 ft 0 in)
- Diện tích cánh: 19,20 m2 (206,7 foot vuông)
- Trọng lượng có tải: 1.350 kg (2.976 lb)
- Động cơ: 1 × Hispano-Suiza 8 Fb , 220 kW (300 hp)
- Cánh quạt: 2-lá

Hiệu suất bay
- Vận tốc cực đại: 245 km/h (152 mph; 132 kn)
- Trần bay: 6.000 m (19.685 ft)